# ادريانو فييرا لوزادا
ادريانو فييرا لوزادا (بالبرتغالية: Adriano Vieira Louzada‏) (3 يناير 1979 بريو برانكو في البرازيل - ) هو لاعب كرة قدم برازيلي في مركز الهجوم. لعب مع جمعية بورتوغيزا الرياضية وسانتو أندريه وسبورتينغ براغا ونادي بالميراس ونادي بورتو ونادي سبورت ريسيفه ونادي فيتوريا ونادي كروزيرو وناسيونال ماديرا وGalvez Esporte Clube ‏ ونادي غريميو بارويري وU.D. Oliveirense ‏ وRio Branco Football Club ‏ وAtlético Clube Juventus ‏ وAtlético Acreano ‏.

## روابط خارجية
- ادريانو فييرا لوزادا على موقع قاعدة بيانات كرة القدم.إي يو (الإنجليزية)
- ادريانو فييرا لوزادا على موقع Soccerway.com (الإنجليزية)
- ادريانو فييرا لوزادا على موقع عالم كرة القدم.نت (الإنجليزية)